# Конкордат
Конкорда́т (от средневекового лат. concordatum — соглашение, от лат. concordo — нахожусь в согласии) — по канонической терминологии договор между папой римским как главой Римско-католической церкви и каким-либо государством, регулирующий правовое положение Римско-католической церкви в данном государстве и его отношения со Святым Престолом; договоры с другими странами называются конвенциями. Чёткая градация терминов была утрачена в XIX веке в связи с изменением политической карты Европы и Азии.

## Известные конкордаты
- Вормсский конкордат, 1122
- Болонский Конкордат, 1516
- Конкордат Наполеона, 1801
- Латеранские соглашения, 1929
- Конкордат с нацистской Германией, 1933
- Конкордат с Португалией[англ.], 1940

## Конкордаты с Россией
- Конкордат 1818 года
- Конкордат 1847 года